# Libera Università Internazionale degli Studi Sociali
A Libera Università Internazionale degli Studi Sociali Guido Carli ou Luiss, é uma prestigiada universidade privada sediada em Roma fundada em 1974. 
Actualmente a universidade é composta por quatro departamentos: 
- Departamento de economia e finanças
- Departamento de business e management
- Departamento de ciências políticas
- Departamento de direito